# Paraclius venustus
Paraclius venustus är en tvåvingeart som beskrevs av Aldrich 1901. Paraclius venustus ingår i släktet Paraclius och familjen styltflugor. Inga underarter finns listade i Catalogue of Life.